# Nationaal park Øvre Dividal

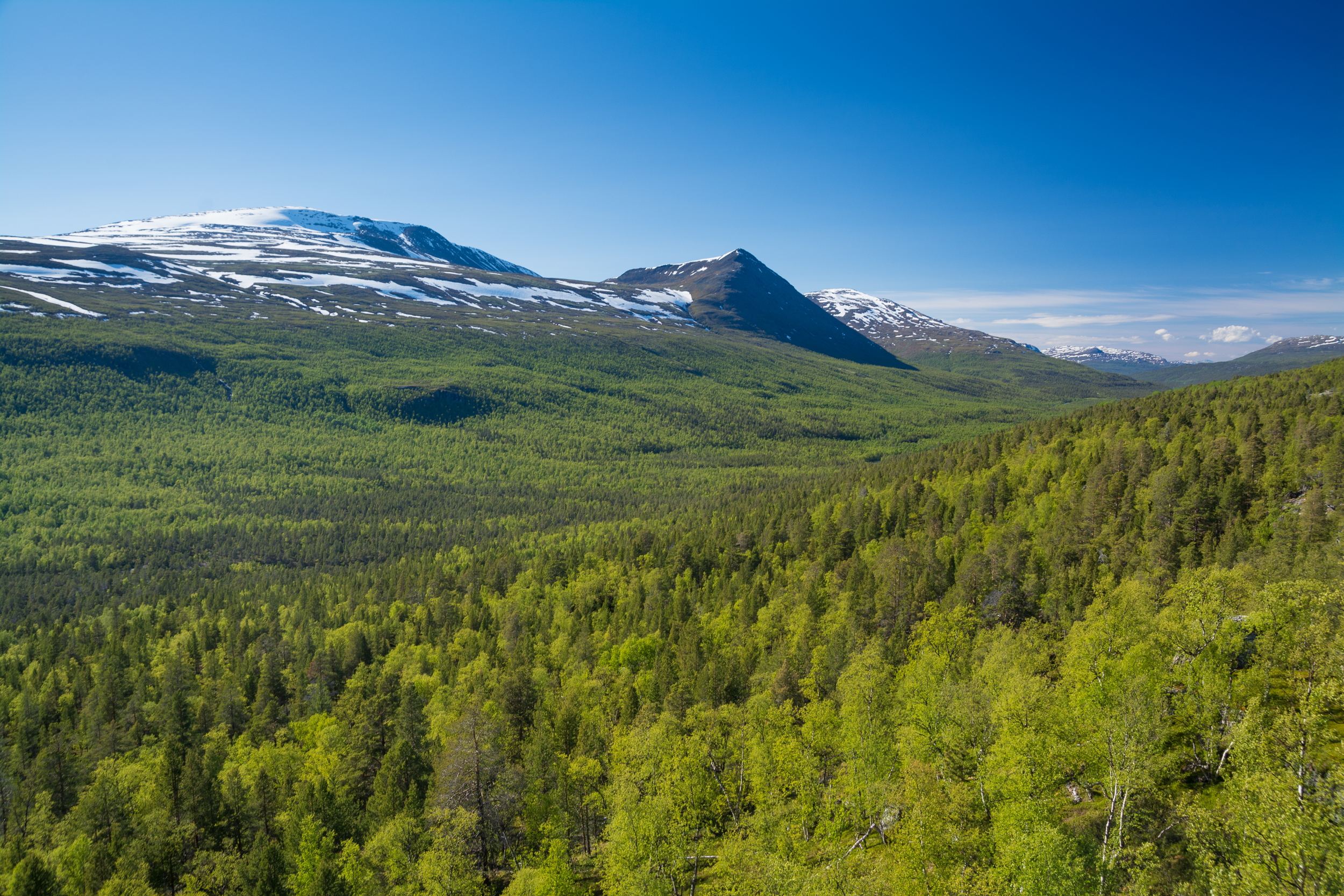
het Dividal, Nationaal park Øvre Dividal

Nationaal park Øvre Dividal (Noors: Øvre Dividal nasjonalpark/Samisch: Bajit Dieváidvuovdi) is een nationaal park in Troms in Noorwegen. 
Het park werd opgericht in 1971, uitgebreid in 2006 en is 750 vierkante kilometer groot. Het landschap bestaat uit bos, rivierdalen (Divielva-rivier) en kloven, veen, fjell. Het hoogste punt van het park is de Jerta (1428 m).
In het park leven de bruine beer, de wolf, de veelvraat en de Euraziatische lynx.